# Olympus E-P1
E-P1 is de naam van een type fotocamera van de Japanse fabrikant Olympus. De naam refereert aan een door de producent gehanteerd principe, 'PEN'. Dit principe, in 1959 bedacht door Yoshihisa Maitani, houdt in dat een camera even eenvoudig te bedienen moet zijn als een pen om mee te schrijven.
In 2008 bracht Olympus de E-P1 op de markt. Dit model is vormgegeven in retrostijl. De zoeker is geen doorzicht of spiegelreflex maar elektronisch. Het toestel is relatief klein ten opzichte van zijn voorgangers. Inmiddels is de E-P-serie uitgebreid met de types E-PL1 en de E-P2.

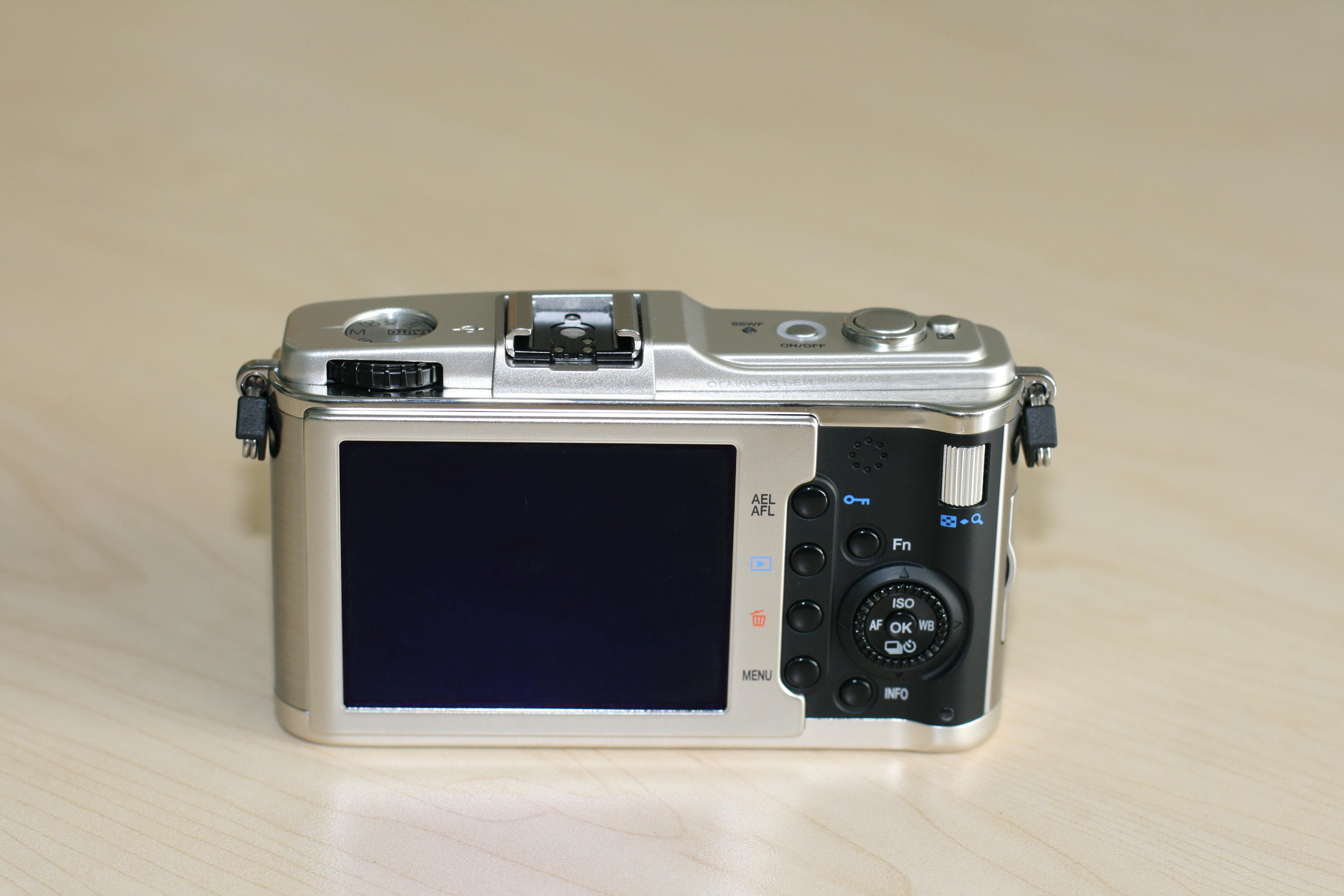
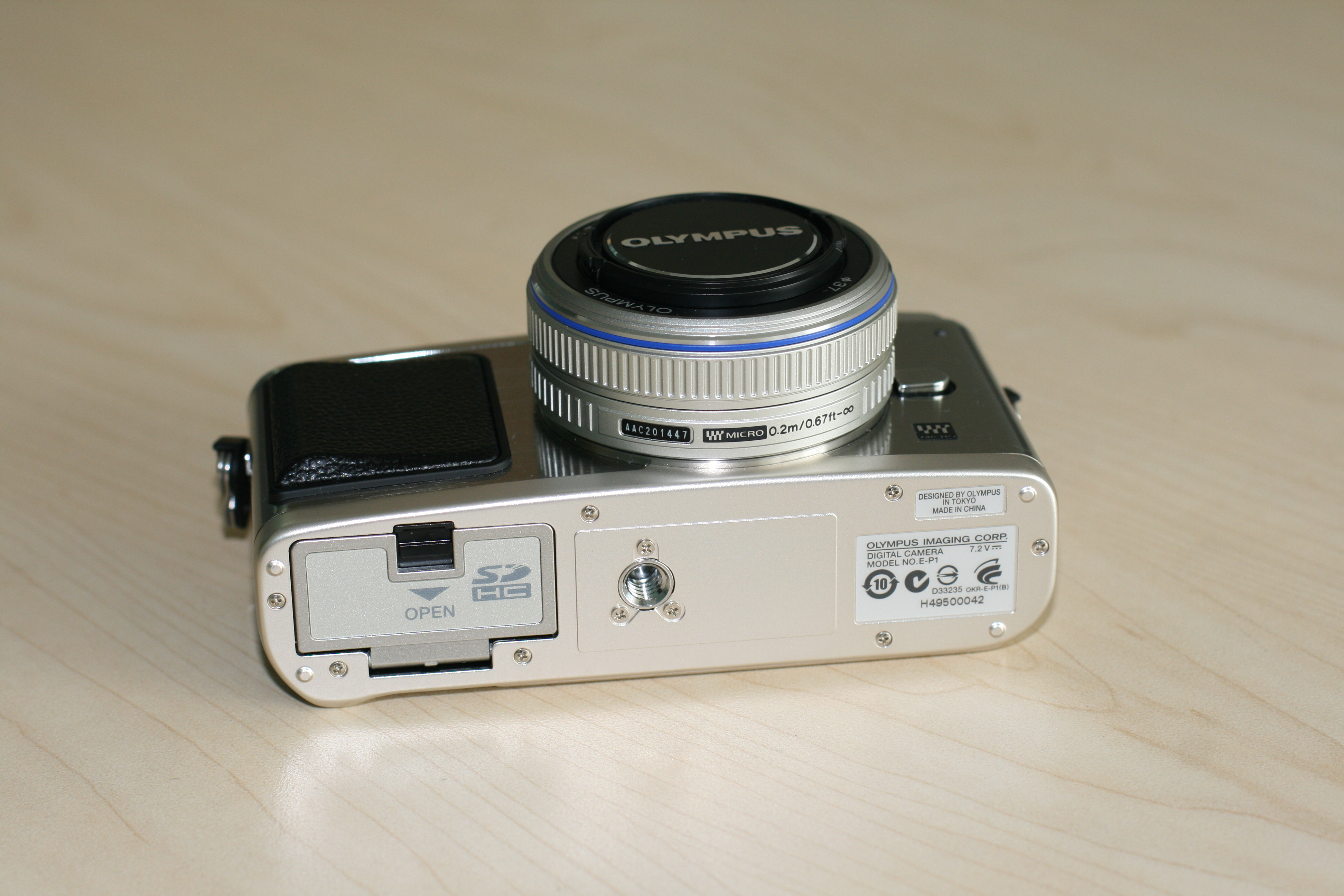
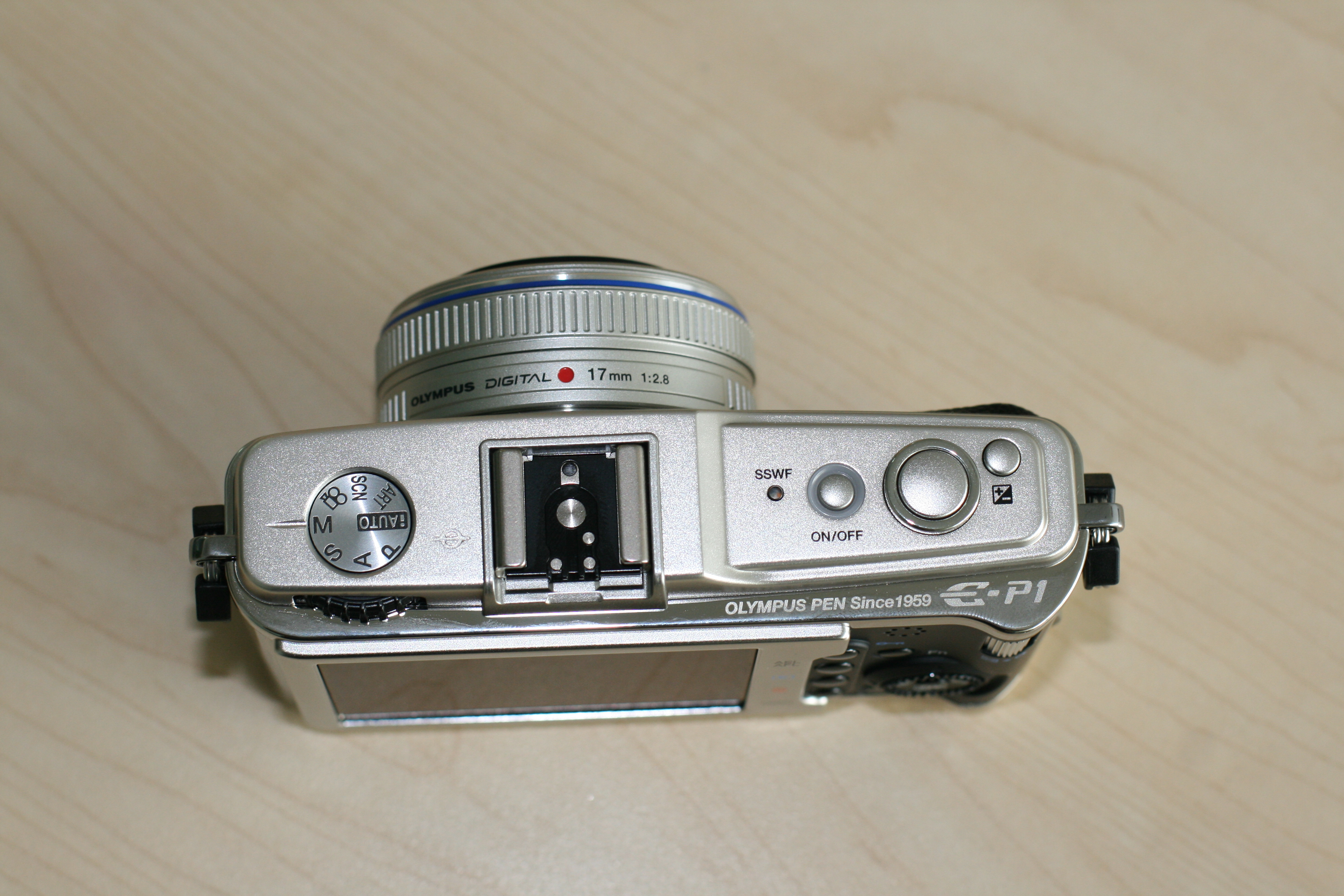
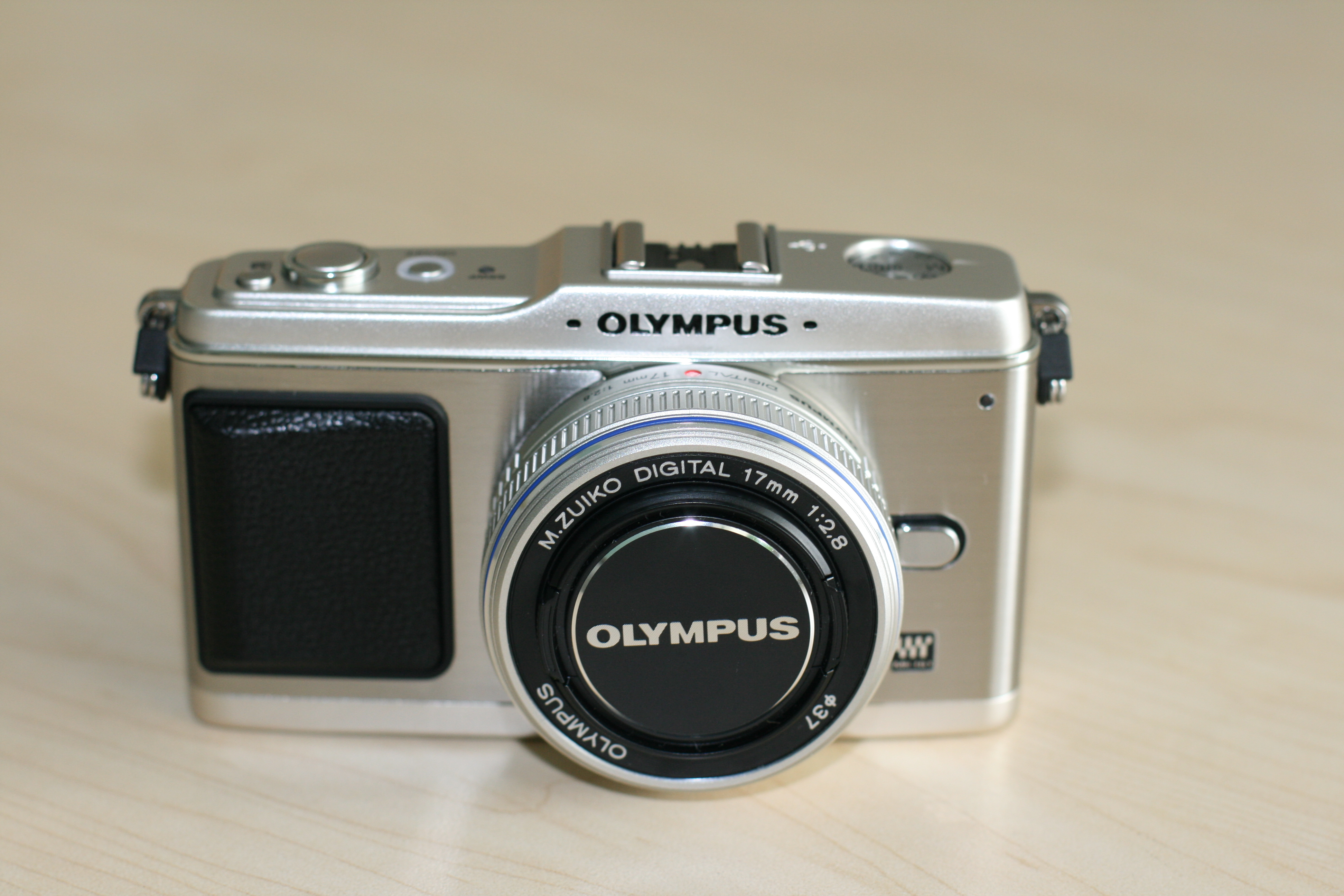